# 大堀商事小島事業部新人山根
『大堀商事小島事業部新人山根』（おおほりしょうじ こじまじぎょうぶ しんじんやまね）は、アイドル専門チャンネルPigooで放送されていたバラエティ番組である。この頁ではその後継番組も記述する。

## 番組概要
2017年7月16日開始。小島瑠璃子、大堀恵、山根千佳の冠番組。
同チャンネルの「田代県立小島高校日直山根」の後を受けた番組で、設定を企業に変え総合商社「大堀商事」で働くお局OLの大堀、ベテランOLの小島、新人OLの山根が、時代を勝ち抜く組織づくりのため、多種多様な研修に挑戦する社会科研修バラエティー番組。
近年は秀でた特技、趣味を持つお笑い芸人をゲストに呼び、学ぶことが恒例化している。
2020年6月18日をもって3年間の放送に終止符を打つ。同年7月より新レギュラー・定岡ゆう歩（2021年3月より遊歩に改名）を迎え、『大堀商事小島事業部新人バイトゆう歩』として新スタート。
2022年6月18日に、前身番組から含めると11年レギュラーであった小島瑠璃子が卒業した。
2022年7月16日より山内鈴蘭を新レギュラーに『大堀商事山内事業部新人バイトゆう歩（仮）』と改題される。同年8月より『大堀商事 鈴蘭スマイル部 バイトリーダー遊歩』に改題。2023年1月18日に櫻井音乃がレギュラーとなり、『大堀商事鈴蘭スマイル部新人音乃』に改題。
2024年3月17日に番組終了。
前身番組から数えると2024年時点では、アイドル専門チャンネルPigooではSKE48学園（2009年10月-2024年3月）に次いで長く続いていた番組であった。

## 出演者
- 大堀恵
- 山内鈴蘭
- 櫻井音乃

### 過去のレギュラー
- 山根千佳
- 小島瑠璃子
- 遊歩

## 放送リスト
大堀商事小島事業部新人山根
| 放送回 | 初回放送日     | おもな研修                              | 備考                                               |
| ------ | -------------- | --------------------------------------- | -------------------------------------------------- |
| #1     | 2017年 7月16日 | ビジネスマナーを学ぶ                    |                                                    |
| #2     | 8月17日        |                                         |                                                    |
| #3     | 9月17日        | 野外研修・サーフィンに挑戦              |                                                    |
| #4     | 10月19日       | サーフィン後編                          |                                                    |
| #5     | 11月16日       | 鉄道ブームに乗っかり「鉄道模型」に挑戦  |                                                    |
| #6     | 12月17日       | 相撲を学ぶ                              | ゲスト：ゆんぼだんぷ                               |
| #7     | 2018年 1月18日 | 「おくりびと」で葬儀を勉強              | ゲスト：おくりびと青木                             |
| #8     | 2月18日        | アクション殺陣に挑戦                    |                                                    |
| ♯9     | 3月18日        | VRプラネタリウムを体験                  |                                                    |
| #10    | 4月20日        | インスタ映えを研修                      | ゲスト：パワフルコンビーフ                         |
| #11    | 5月17日        | 秋葉原・ドールショップを見学            |                                                    |
| #12    | 6月17日        | カジノについて勉強                      | ゲスト：ビーグル38能勢                             |
| #13    | 7月19日        | ビューティーボクシングボディケア        | ゲスト：山田BODY                                   |
| #14    | 8月16日        | お局の誕生日を祝おう                    |                                                    |
| #15    | 9月16日        | 上方落語を学ぼう                        | ゲスト：笑福亭べ瓶                                 |
| #16    | 10月18日       | スポーツスタッキングに挑戦              | ゲスト：山崎ユタカ                                 |
| #17    | 11月18日       | 本当の沖縄講座                          | ゲスト：三日月マンハッタン                         |
| #18    | 12月16日       | 小島と山根の誕生日を祝おう              | ゲスト：三日月マンハッタン                         |
| #19    | 2019年 1月17日 | 大堀商事的新年会                        | ゲスト：ゆんぼだんぷ                               |
| #20    | 2月17日        | 楽器・スティールパンに挑戦              | ゲスト：駆け抜けて軽トラ・小野嶋徹、餅田コシヒカリ |
| #21    | 3月17日        | VR youtuberになろう                     |                                                    |
| #22    | 4月18日        | 自撮りの達人になろう                    | 講師：たぬきごはん（ほりゆうこ、宍倉孝雄）         |
| #23    | 5月16日        | エアガンを練習                          |                                                    |
| #24    | 6月16日        | 今後を占う                              | ゲスト：琉球風水志・シウマ、パシンペロンはやぶさ   |
| #25    | 7月18日        | 美顔治療を受けよう                      |                                                    |
| #26    | 8月18日        | 怪談研修                                | ゲスト：松原タニシ                                 |
| #27    | 9月19日        | ダイエット研修                          | ゲスト：大納言光子                                 |
| #28    | 10月17日       | トークのスキルを磨こう                  | ゲスト：アメリカザリガニ柳原哲也                   |
| #29    | 11月17日       | 忍者を学んで仕事に活かそう              | ゲスト：ワンワンニャンニャン・忍者歩歩             |
| #30    | 12月19日       | OL3人組の忘年会                         |                                                    |
| #31    | 2020年 1月16日 | 今年、流行しそうなゲームに挑戦          | ゲスト：なすなかにし                               |
| #32    | 2月16日        | 「秒で漢字暗記」講座                    | ゲスト：オジンオズボーン篠宮                       |
| #33    | 3月19日        | 新たな名物コーナーをみんなで考える。    | ゲスト：オジンオズボーン篠宮                       |
| #34    | 4月16日        | バルーンアートを学ぶ                    | ゲスト：紺野ぶるま                                 |
| #35    | 5月16日        | 名場面集＋大堀商事重大発表              |                                                    |
| #36    | 6月18日        | 風雲急を告げる大堀商事 山根千佳送別会SP |                                                    |

大堀商事小島事業部新人バイトゆう歩
| 放送回 | 初回放送日     | おもな研修                                             | 備考                                  |
| ------ | -------------- | ------------------------------------------------------ | ------------------------------------- |
| #1     | 2020年 7月16日 | 社会研修バラエティー！記念すべきリニューアル1回目！    |                                       |
| #2     | 8月16日        | 定岡ゆう歩持ち込み企画「イケメンメイク講座」           |                                       |
| #3     | 9月17日        | 今遊ぶにはピッタリの様々なゲーム                       | ゲスト：三日月マンハッタン・仲嶺      |
| #4     | 10月18日       | ゆう歩に100の質問                                      | ゲスト：三日月マンハッタン・仲嶺      |
| #5     | 11月19日       | ソーシャルディスタンスでトレーニング                   | ゲスト：山田BODY                      |
| #6     | 12月17日       | 落語を通してトークスキル向上                           | ゲスト：笑福亭べ瓶                    |
| #7     | 2021年 1月16日 | 新年で書初め                                           | ゲスト：むげん・町田雄一              |
| #8     | 2月17日        | 手作りチョコに挑戦                                     |                                       |
| #9     | 3月17日        | 確定申告で気になる経費についてや節税の仕方を勉強       | ゲスト：税理士りーな先生              |
| #10    | 4月17日        | シミュレーションゴルフで接待ゴルフを勉強               | ゲスト：東塚菜実子                    |
| #11    | 5月16日        | 小島瑠璃子・番組出演10周年「10周年おめでとう！クイズ」 |                                       |
| #12    | 6月16日        | 将棋の奥深い世界を知ろう                               | ゲスト：ドキドキ☆純情ガールズ・ぽっぽ |
| #13    | 7月17日        | 難しい漢字の覚え方を学ぼう                             | ゲスト：篠宮暁                        |
| #14    | 8月18日        | 占ってもらおう                                         | ゲスト：篠宮暁                        |
| #15    | 9月18日        | 多大な貢献をしてくれた大堀の誕生会                     |                                       |
| #16    | 10月16日       | 忍者マッサージを受けてみよう                           |                                       |
| #17    | 11月17日       | オリジナルゲームをやってみよう                         | ゲスト：三日月マンハッタン・仲嶺      |
| #18    | 12月18日       | アックススローイングに挑戦                             |                                       |
| #19    | 2022年 1月19日 | テーブルゲーム、ボードゲーム対決                       |                                       |
| #20    | 2月16日        | 餃子愛で餃子を作る                                     | ゲスト：百瀬さつき                    |
| #21    | 3月16日        | 陶芸に挑戦/本の世界を知る                              | ゲスト：カモシダせぶん                |
| #22    | 4月16日        | 本屋さんの全てを紹介                                   | ゲスト：カモシダせぶん                |
| #23    | 5月18日        | 小島瑠璃子卒業？ 卒業SP前編                            |                                       |
| #24    | 6月18日        | 小島瑠璃子卒業SP後編                                   |                                       |

大堀商事山内事業部新人バイトゆう歩（仮）
| 放送回 | 初回放送日     | おもな研修                 | 備考 |
| ------ | -------------- | -------------------------- | ---- |
| #1     | 2022年 7月16日 | 新番組タイトルを決める会議 |      |

大堀商事 鈴蘭スマイル部 バイトリーダー遊歩
| 放送回 | 初回放送日     | おもな研修                               | 備考                             |
| ------ | -------------- | ---------------------------------------- | -------------------------------- |
| #1     | 2022年 8月17日 | ちいさな硝子の本の博物館                 |                                  |
| #2     | 9月17日        | 三日月マンハッタン・仲嶺先生の新作ゲーム | ゲスト：三日月マンハッタン・仲嶺 |
| #3     | 10月19日       | 日本文化体験 庵an東京                    |                                  |
| #4     | 11月16日       | コーヒーを学ぼう                         | ゲスト：コーヒールンバ・平岡     |
| #5     | 12月17日       | 沖縄料理を堪能しながら遊歩卒業           |                                  |

大堀商事鈴蘭スマイル部新人音乃
| 放送回 | 初回放送日     | おもな研修                                                   | 備考                           |
| ------ | -------------- | ------------------------------------------------------------ | ------------------------------ |
| #1     | 2023年 1月18日 | 大堀商事に新メンバー櫻井音乃が入社                           |                                |
| #2     | 2月18日        | ダンスが得意という音乃のために用意したダンス企画             |                                |
| #3     | 3月18日        | おいしいステーキを作ろう                                     | ゲスト：駆け抜けて軽トラ       |
| #4     | 4月19日        | 今後を占ってもらおう                                         | ゲスト：上坂松主               |
| #5     | 5月17日        | 世界に一つだけのジーンズ作り                                 |                                |
| #6     | 6月17日        | 落語を学ぼう                                                 | ゲスト：笑福亭べ瓶             |
| #7     | 7月16日        | 謎解きカフェで興奮                                           |                                |
| #8     | 8月18日        | 写真撮影のテクニックを磨こう                                 | ゲスト：兼重写龍               |
| #9     | 9月17日        | 8月は大堀恵と櫻井音乃の誕生月！バースデーパーティー編        | ゲスト：三日月マンハッタン仲嶺 |
| #10    | 10月20日       | 美味しい自家製アイス作り講座                                 | ゲスト：カナイ                 |
| #11    | 11月17日       | 「私たちの街の魅力を知ってほしい！」埼玉県越谷市せんげん台編 |                                |
| #12    | 12月17日       | 空中ヨガと1年の振り返り                                      |                                |
| #13    | 2024年 1月19日 | 新年1発目の放送！番組から皆様へ重大発表がございます！        |                                |
| #14    | 2月16日        | 山内鈴蘭プロデュースのゴルフスタジオでレッスンしたい！       |                                |
| #15    | 3月17日        | ありがとう大堀商事！涙の卒業スペシャル！                     |                                |

## スタッフ
- 制作協力：ホリプロ
- 制作著作：つくばテレビ
- ディレクター：厚田直樹
- 放送作家：益田博隆